# Aaliyah
Aaliyah Dana Haughton (n. 16 ianuarie 1979, New York City, New York, SUA – d. 25 august 2001, Marsh Harbour, Central Abaco⁠(d), Bahamas), cunoscută mult mai bine sub numele Aaliyah, a fost o cântăreață, rapperiță, compozitoare și actriță americană. Deși cariera sa muzicală a durat doar șapte ani, materialele sale discografice au fost comercializate în peste 32 de milioane de exemplare.
A decedat într-un accident aviatic, în care au fost implicate 9 persoane.

## Discografie
Albume
- Age Ain't Nothing but a Number (1994)
- One in a Million (1996)
- Aaliyah (2001)

## Filmografie
| Titlu                | An   | Mediu         | Rol                 | Note                               |
| -------------------- | ---- | ------------- | ------------------- | ---------------------------------- |
| Star Search          | 1989 | show TV       | Rolul său           | 1 episod                           |
| New York Undercover  | 1997 | serial TV     | Rolul său (invitat) | Sezonul 3, episodul 65: "Fade Out" |
| Romeo Must Die       | 2000 | Film artistic | Trish O'Day         |                                    |
| Regina blestemaților | 2002 | Film artistic | Queen Akasha        | lansat post-mortem                 |